# In difesa di Darwin
In difesa di Darwin è  un saggio scritto da Telmo Pievani, professore associato di Filosofia della scienza presso la facoltà di Scienze della Formazione dell'Università degli Studi di Milano-Bicocca.

## Sinossi
L'autore denuncia il tentativo (fallito) di matrice clericale che mirava ad abolire l'insegnamento della teoria dell’evoluzione biologica dai programmi scolastici durante il governo Berlusconi 2001-2005. Un simile tentativo era "soltanto la piccola avvisaglia, fra molte altre, di un sommovimento culturale assai ampio, che si compone oggi di elementi diversi: la svolta conservatrice del nuovo papato sul tema del rapporto tra fede e ragione, sospinta dall'involuzione aggressiva di alcune frange influenzate dal pensiero teologico romano [...] una smaccata operazione ideologica di manipolazione dei programmi delle scuole pubbliche".
A detta di Pievani, essa fu una manovra semi-clandestina ordita da un gruppo di "teofalsari", partita con la pubblicazione sulla Gazzetta Ufficiale nei primi giorni del marzo 2004 delle Indicazioni nazionali per i piani di studio personalizzati nella scuola secondaria di primo grado, in cui l'Evoluzionismo non venne per nulla menzionato.
A seguito delle proteste del mondo scientifico, l'ex ministra della pubblica istruzione Letizia Moratti insediò una commissione di indagine con un sacerdote come vicepresidente assieme a due laici, i quali stilarono un documento sostanzialmente segretato al punto tale che venne "sprezzantemente sottratto alla pubblica opinione". Trattandosi di un atto pubblico ciò costituì un fatto gravissimo da "Stato delle banane". La Moratti si vide costretta a riammettere gli insegnamenti di Darwin limitandoli solamente alla terza media con un riferimento così laconico nei programmi che l'autore descrive Darwin come se fosse stato "impiccato fra due punti".
Il testo prosegue sottoponendo ad un attento esame il bestiario anti-evoluzionista italiano, che si caratterizza da un profondo irrazionalismo fideista. Inoltre, denuncia l'allontanamento coatto di quei pochi sacerdoti-scienziati, che, animati da onestà morale ed intellettuale, si sono dissociati dall'offensiva anti-evoluzionista; in particolare, il direttore della Specola Vaticana padre George V. Coyne è stato epurato dal suo incarico e sostituito con un argentino cui è stato ordinato l'assoluto silenzio.
Altre espressioni di queste azioni retrive sono quelle perpetrate ai danni dei libri di storia, tra le quali:
- le censure sui misfatti vaticani (ad es. il divieto assoluto di pubblicare la foto della ghigliottina di Pio IX e quella della firma del Concordato clerico-nazista del 1933);
- l'obbligo di far iniziare i programmi di storia dal Medioevo nelle scuole medie;
- l'assunzione in ruolo di circa 20.000 insegnanti di religione cattolica per poi dirottarli verso altre materie come la filosofia e la storia.

## Edizioni
- Telmo Pievani, In difesa di Darwin, I ed., Bompiani, 2007,  pp. 123, cap. 6.